# Rafik Messali
Rafik Messali (Tolosa, 28 aprile 2003) è un calciatore algerino, centrocampista del Tolosa.

## Carriera

### Club
È cresciuto nel settore giovanile del Tolosa, con cui dopo diverse stagioni trascorse nella squadra riserve (una in quarta divisione, le rimanenti in quinta divisione) ha firmato il suo primo contratto professionistico il 12 settembre 2024. Ha debuttato in prima squadra il 10 novembre seguente nell'incontro di Ligue 1 vinto 2-0 contro il Rennes.

### Nazionale
Ha giocato nella nazionale giovanile algerina Under-20.

## Statistiche

### Presenze e reti nei club
Statistiche aggiornate al 25 maggio 2025.
| Stagione        | Squadra         | Campionato      | Campionato | Campionato | Coppe nazionali | Coppe nazionali | Coppe nazionali | Coppe continentali | Coppe continentali | Coppe continentali | Altre coppe | Altre coppe | Altre coppe | Totale | Totale | Totale |
| Stagione        | Squadra         | Comp            | Pres       | Reti       | Comp            | Pres            | Reti            | Comp               | Pres               | Reti               | Comp        | Pres        | Reti        | Pres   | Reti   |        |
| --------------- | --------------- | --------------- | ---------- | ---------- | --------------- | --------------- | --------------- | ------------------ | ------------------ | ------------------ | ----------- | ----------- | ----------- | ------ | ------ | ------ |
| 2021-2022       | Tolosa 2        | N3              | 9          | 0          | -               | -               | -               | -                  | -                  | -                  | -           | -           | -           | 9      | 0      |        |
| 2022-2023       | Tolosa 2        | N3              | 5          | 0          | -               | -               | -               | -                  | -                  | -                  | -           | -           | -           | 5      | 0      |        |
| 2023-2024       | Tolosa 2        | N2              | 8          | 0          | -               | -               | -               | -                  | -                  | -                  | -           | -           | -           | 8      | 0      |        |
| 2024-2025       | Tolosa 2        | N3              | 6          | 0          | -               | -               | -               | -                  | -                  | -                  | -           | -           | -           | 6      | 0      |        |
| 2024-2025       | Tolosa          | L1              | 13         | 0          | CF              | 2               | 0               | -                  | -                  | -                  | -           | -           | -           | 15     | 0      |        |
| Totale carriera | Totale carriera | Totale carriera | 41         | 0          |                 | 2               | 0               |                    | -                  | -                  |             | -           | -           | 43     | 0      |        |